# Helen Ling

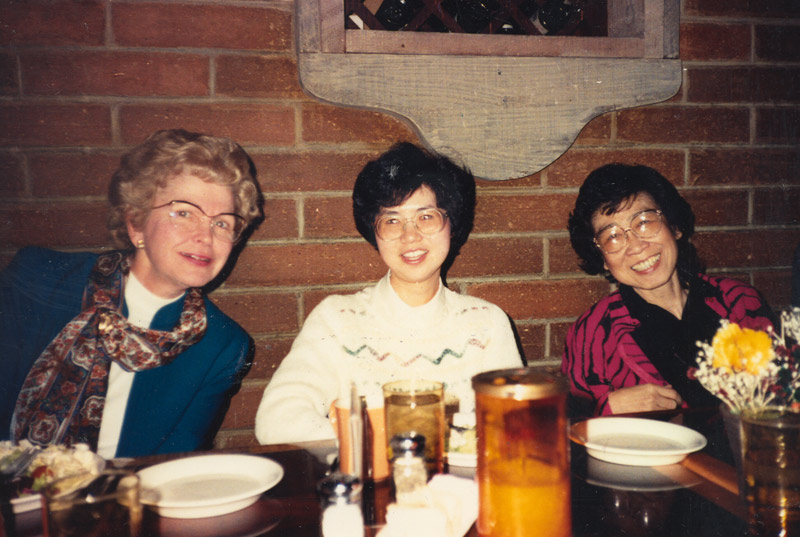
Von links nach rechts Barbara Paulson, Vickie Wang und Helen Ling. Wang wanderte 1969 aus Hongkong in die USA aus und Ling stellte sie 1973 ein

Helen Ling (* 1. Oktober 1928 in China) ist eine amerikanische Informatikerin. Sie war Human Computer Supervisor am Jet Propulsion Laboratory (JPL).

## Leben und Werk
Ling wurde in China geboren und überlebte die japanischen Bombenangriffe auf Hongkong. Sie studierte am Canton College und emigrierte in die USA. Hier studierte sie an der University of Notre Dame. Sie war die einzige Frau, die zu der Zeit an ihrer Universität Mathe studierte. Ihr Bruder arbeitete bei JPL und sie wurde als Nachfolgerin von Macie Roberts als Supervisor für die weibliche Abteilung von Humancomputern der JPL-Computergruppe eingestellt. Im JPL entwickelte sie einen Ruf als schnellster Computer, was sie bei Rowdy-Computing-Wettbewerben bewies und ebnete den Weg für weibliche Ingenieure. Sie machte es sich zur Aufgabe, Frauen und auch ehemalige Kolleginnen wieder einzustellen, die eine Familie gegründet hatten. Im Laufe der Zeit nannten sich die weiblichen Computer ihrer Gruppe Helen's Girls. Lings Gruppe war für die Durchführung von Flugbahnberechnungen verantwortlich und sie ermutigte Frauen, die Abendschule zu besuchen und die richtigen Qualifikationen zu erwerben, um mit ihr bei JPL zu arbeiten.
In den 1950er Jahren begann die NASA mit Computern zu arbeiten, aber die meisten männlichen Ingenieure und Wissenschaftler vertrauten diesen Maschinen nicht und glaubten, dass sie im Vergleich zu menschlichen Berechnungen unzuverlässig sind. Die Männer lehnten Computerprogrammierung als „Frauenarbeit“ ab und gaben den Frauen von JPL die neuen IBMs, um ihnen die einmalige Gelegenheit zu geben, mit Computern zu arbeiten und das Codieren zu lernen. Somit waren Frauen die ersten Computerprogrammierer im JPL-Labor, die an einer IBM 1620 arbeiteten, die sie CORA nannten und ihr ein eigenes Büro zur Verfügung stellten.
Ling entwickelte im Laufe der Jahre Software für viele Missionen, darunter IRAS, Magellan, Mars Observer und TOPEX/Poseidon. Ihre Arbeit wurde von dem Voyager-Missionsdesigner Charley Kohlhase so respektiert, dass nur sie seine Software entwickelte. Ling ging 1994 in den Ruhestand und lebt mit ihrem Ehemann Arthur Ling in South Pasadena.
Die Rocket Girls  waren die Frauen, die vor der Entwicklung von Desktop-Computern bei der NASA und dem Jet Propulsion Laboratory (JPL) arbeiteten. Diese Frauen sind nicht sehr bekannt, aber sie haben den größten Teil aller Handberechnungen für Missionen durchgeführt. Die meisten dieser Frauen erhielten aufgrund ihrer Fähigkeiten in den Bereichen Physik und Mathematik den Spitznamen Computer.